# Patrick French
Patrick French (Londra, 5 marzo 1966 – Londra, 16 marzo 2023) è stato uno scrittore, biografo e storico britannico.

## Biografia
Nato nel 1966 in Inghilterra, ottenne un M.A. in Letteratura Inglese e un dottorato in indologia all'Università di Edimburgo.
Nel 1994 esordì con Oltre le porte della città proibita, libro sulla vita dell'esploratore Francis Younghusband, vincitore del Somerset Maugham Award l'anno successivo e in seguito ha pubblicato altre opere di saggistica tra le quali la biografia autorizzata dello scrittore Premio Nobel V.S. Naipaul, premiata nel 2008 con un National Book Critics Circle Award.
Candidato alle elezioni generali nel Regno Unito del 1992 con i verdi, nel 2003 ha rifiutato l'onorificenza dell'Ordine dell'Impero Britannico per "preservare la propria indipendenza di scrittore".
Frech è morto il 16 marzo 2023. Da quattro anni lottava contro un cancro.

## Opere
- Oltre le porte della città proibita. La vita straordinaria di Sir Francis Younghusband, esploratore e mistico (Younghusband: The Last Great Imperial Adventurer, 1994), trad. di Claudia Manera, Prefazione di Livio Sposito, Milano, Sperling & Kupfer, 2000, ISBN 88-200-3014-4.
- Liberty or Death: India’s Journey to Independence and Division (1997)
- Tibet, Tibet: A Personal History of a Lost Land (2003)
- The World Is What It Is (2008)
- India: A Portrait (2011)

## Premi e riconoscimenti
- Somerset Maugham Award: 1995 vincitore con Oltre le porte della città proibita
- National Book Critics Circle Award per la biografia: 2008 vincitore con The World Is What It Is
- Hawthornden Prize: 2009 vincitore con The World Is What It Is